# Frente de Salvación Nacional (Sudán del Sur)
El Frente de Salvación Nacional (NAS) es un grupo guerrillero de Sudán del Sur dirigido por Thomas Cirillo que ha estado luchando contra el gobierno de Sudán del Sur desde marzo de 2017.

## Antecedentes
El grupo es el más grande que sigue luchando después del final de la guerra civil de Sudán del Sur. NAS opera principalmente en la región de Equatoria en Sudán del Sur. Sus objetivos son la destitución del presidente de Sudán del Sur, Salva Kiir, de su cargo y el establecimiento del federalismo.
El 25 de noviembre de 2017, el mayor general Lawrence Amitayo Legge, Comandante de Operaciones del Comando Western Mundri del SPLM-IO, anunció su renuncia al ejército del SPLM-IO con sus oficiales para unirse a la NAS bajo el liderazgo del general Tomás Cirillo .[cita requerida]
NAS no era parte del Acuerdo Revitalizado en Sudán del Sur y, por lo tanto, continúa participando en los combates a pesar del alto el fuego que se mantiene principalmente en el resto del país. Sin embargo, hubo una facción menor de NAS que se separó de las fuerzas de Cirillo y firmó el Acuerdo.
El 2 de febrero de 2019, soldados del NAS afirmaron haber rechazado a las SSPDF de la aldea de Senema, cerca de la frontera con la República Democrática del Congo.

## Etimología
Si bien está estilizado en mayúscula, NAS no es un acrónimo, sino que se deriva de la palabra árabe ناس (NAS), que significa personas. 

## Historia
El Frente de Salvación Nacional fue fundado el 6 de marzo de 2017 por el teniente general Thomas Cirillo Swaka, miembro de la etnia Bari. Cirillo había sido subjefe de Estado Mayor de Logística del ejército de Sudán del Sur, el SPLA, pero renunció el 11 de febrero de 2017, en respuesta a lo que creía que era la "tribalización" del ejército bajo el liderazgo del presidente Salva Kiir. El 9 de marzo de 2017, la Facción SSDM-Cobra bajo Khalid Butrous se fusionó con NAS. El 1 de marzo de 2018, NAS se unió a la Alianza de Oposición de Sudán del Sur (SSOA), una coalición de grupos rebeldes que se oponían al gobierno.
El 5 de agosto de 2018, Julius Tabule Daniel se declaró presidente interino del NAS. Esto condujo a una división en el movimiento, y el grupo de Tabule declaró a Khalid Butrous como su líder, pasando a ser conocido como NAS-KB. NAS-KB firmó el acuerdo de paz R-ARCSS en septiembre de 2018, mientras que el principal grupo del  NAS bajo Cirillo continuó luchando. Otro grupo llamado Equatoria Non-Allied Forces (ENAF) dirigido por Moses Yanga Yoana supuestamente se separó del NAS; firmó un acuerdo de paz con el gobierno en febrero de 2019. El 23 de octubre de 2020, Lako Jada Kwajok, un alto funcionario de la NAS, renunció alegando un liderazgo débil y la falta de una visión clara. Creó el Movimiento de Resistencia Democrática (DRM) el 30 de noviembre de 2020, formado por exmiembros de NAS.
No fue hasta el 24 de septiembre de 2018, NAS y miembros de la SSOA que no firmaron el R-ARCSS formaron la Alianza Democrática Nacional de Sudán del Sur (SSNDA), dirigida por Cirillo. Entre diciembre de 2018 y marzo de 2019, los grandes enfrentamientos con el SSPDF (el ejército de Sudán del Sur) y el NAS en el estado del río Yei provocaron el desplazamiento de unas 15.000 personas. El 30 de agosto de 2019, la SSNDA se fusionó con varios otros grupos rebeldes para formar la Alianza de Movimientos de Oposición de Sudán del Sur (SSOMA). La SSOMA entró en negociaciones en Roma facilitadas por la Comunidad de Sant'Egidio, y firmó un acuerdo de Cese de Hostilidades el 12 de enero de 2020. Si bien esta declaración inicialmente redujo la violencia, NAS y SSPDF reanudaron los enfrentamientos en el verano de 2020.

## Financiamiento y Equipamiento
El NAS recibe fondos con el oro y extorsionando a los mineros de oro alrededor de Lobonok en el estado de Equatoria Central, que luego se vende en Uganda.
Las armas y municiones del NAS, se obtienen principalmente en emboscadas al SSPDF, y las armas más comunes son los rifles de asalto AK-47 y AKM.

## Cronología

### 2018
20 de diciembre: Los asaltantes detuvieron dos vehículos y secuestraron a nueve personas entre Kaya y Yei en el río Yei, Sudán del Sur, desconociéndose la resolución del secuestro. Ningún grupo se atribuyó la responsabilidad; sin embargo, las fuentes atribuyeron el ataque al Movimiento de Liberación del Pueblo de Sudán en la Oposición (SPLM-IO), pero otras fuentes sospecharon que el ataque fue perpetrado por el Movimiento Nacional por el Cambio de Sudán del Sur (SSNMC-Unvuas) y el Frente de Salvación Nacional (NAS), quienes negaron su responsabilidad.
23 de diciembre: Días después, asaltantes atacaron un vehículo en el distrito de Yari Mugwo, Sudán del Sur. Se desconoce el resultado del incidente, y las autoridades sospechan del NAS, así como del SPLM-IO.

### 2019
2 de enero: Militantes realizaron una redada en una villa entre Gorom y Wunduruba in [Jübek]], Sudán del Sur. Al menos 19 civiles murieron y 8 fueron heridos en el ataque. Ningún grupo se atribuyó la responsabilidad del incidente, sin embargo, las fuentes atribuyeron el ataque al Frente de Salvación Nacional (NAS).
31 de enero: Asaltantes armados con machetes asaltaron una aldea cerca de Yei, Río Yei, Sudán del Sur. Al menos cinco personas murieron y una resultó herida en el ataque. Algunas fuentes atribuyeron el ataque al Frente de Salvación Nacional (NAS), que negó su participación.
23 de julio: Militantes abrieron fuego contra posiciones del ejército en Karpeta, Namorunyang, Sudán del Sur. No se reportaron víctimas en el enfrentamiento que siguió, y el gobierno de Sudán del Sur afirmó que el ataque fue una violación del alto el fuego por parte de la NAS..
4-5 de agosto: Asaltantes armados atacaron vehículos Fuerzas Armadas de Sudán del Sur (SSDF) en Yei, Río Yei, Sudán del Sur, matando 10 soldados e hiriendo 5 en la emboscada. Ningún grupo reclamó responsabilidad por el incidente, el gobierno afirma que el ataque fue realizado por el  Frente de Salvación Nacional (NAS). Al día siguiente, miembros del NAS emboscaron a civiles en una carretera en Mundri, Amadi.
18-21 de agosto: El NAS afirma que rechazó un ataque de las tropas del SPLA en el Loka West, matando a 2 soldados del SPLA. Tres días después, NAS afirma que rechazó un ataque de las tropas del SPLA y las persiguió hasta el Lainya, matando a 20 soldados del SPLA y capturando una gran cantidad de municiones. La actividad de la NAS seguiría intensificando su campaña armada.

### 2020
28 de enero: Supuestos militantes del NAS emboscaron dos vehículos civiles cerca de Maridi, Sudán del Sur. Al menos dos civiles fueron heridos y tres más fueron abducidos en el ataque.
29 de marzo al 4 de abril: Atacantes armados secuestraron a más de 100 civiles desde Mukaya, Central Equatoria. El motivo de las abducciones es desconocido, y el NAS es el principal sospechoso de los secuestros.
25 de mayo: Miembros del NAS abrió fuego contra un vehículo militar a lo largo de la carretera Yei-Maridi en Central Equatoria, Sudán del Sur. Cuatro personas, entre ellas un civil y tres soldados, murieron y otros cinco soldados resultaron heridos en el ataque. Esta fue una de las dos emboscadas en la misma carretera en esta fecha.
7 de agosto: Militantes atacaron una mina de oro en un lugar desconocido en Sudán del Sur, matando 9 civiles
19 de agosto: Miembros del NAS tienden una emboscada a un convoy de guardaespaldas del vicepresidente James Wani Igga cerca de Lobonok, estado de Equatoria Central, matando a seis e hiriendo a dos.
23 de agosto: Militantes tendieron una emboscada a un vehículo militar que transportaba salarios de soldados a lo largo de una carretera en el estado de Equatoria Central, matando a cuatro soldados e hiriendo a dos. Las fuentes atribuyeron el ataque al Frente de Salvación Nacional (NAS), que negó su participación.
1 de septiembre: Asaltantes armados abrieron fuego contra un convoy humanitario en Ecuatoria Central, Sudán del Sur. 2 personas murieron, 4 resultaron heridas y varios vehículos fueron quemados durante el ataque. Este ataque forzó a las Naciones Unidas a desplegar más tropas para tratar de estabilizar la región y reforzar la vigilancia  los convoyes humanitarios.
9 de noviembre: La facción de Thomas Cirillo de la SSOMA, que incluye al Frente de Salvación Nacional, vuelve a comprometerse con el acuerdo de Cese de Hostilidades durante las conversaciones en Roma .
10 de noviembre: NAS y SSPDF se enfrentaron en Lobonok. NAS afirma que fue atacado por SSPDF y que mató a nueve soldados de SSPDF y capturó varias armas mientras perdía a dos soldados de NAS. El SSPDF afirma que fue atacado por NAS y que dos soldados de NAS y cuatro civiles murieron. Este choque hace que la SSOMA se retire de las conversaciones en Roma.